# Otto Stelzer

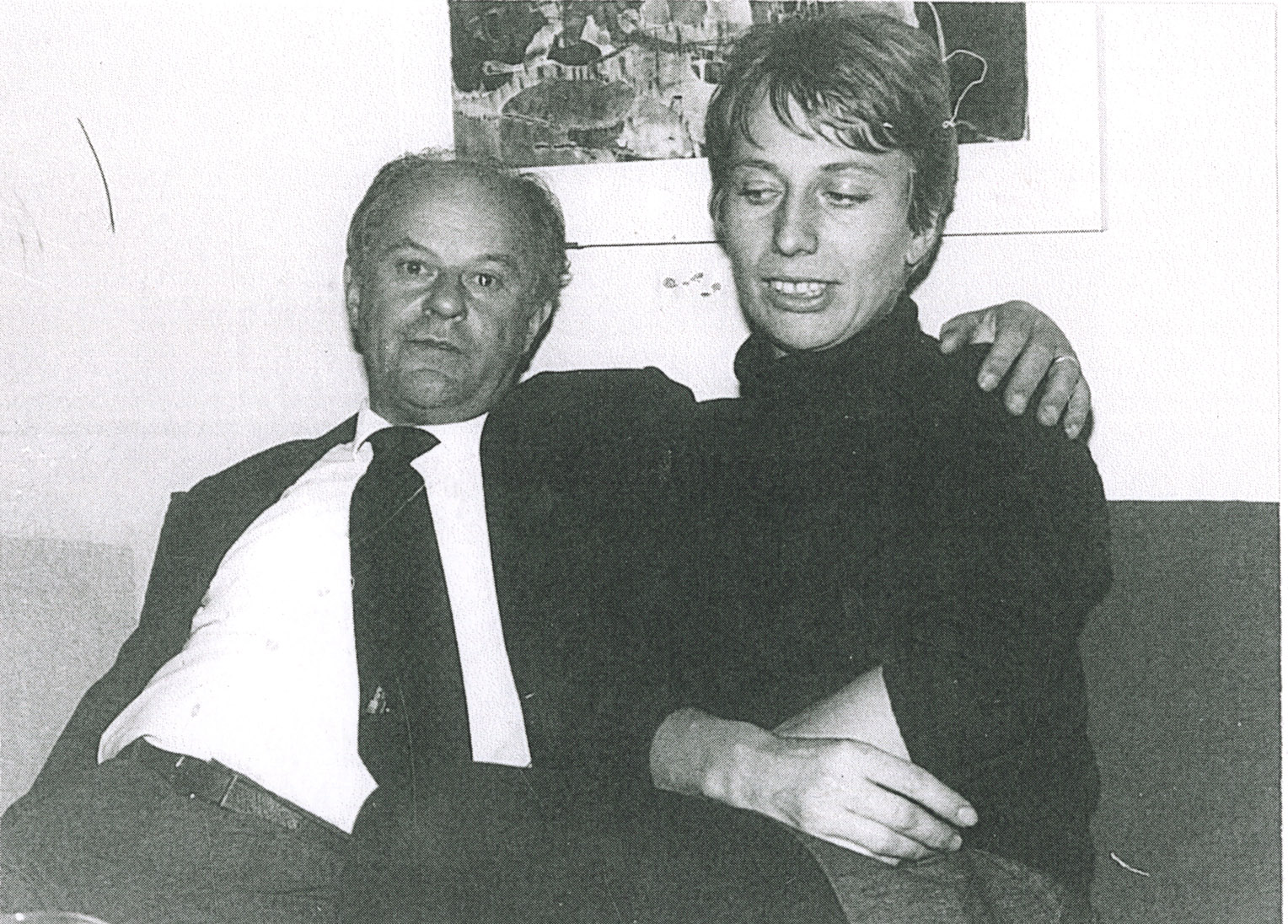
Otto Stelzer und seine Frau Gerda, geborene Millies

Julius Otto Stelzer (* 24. Oktober 1914 in Dresden; † 2. Januar 1970 in Hamburg) war Professor für Kunstgeschichte an der Hamburger Hochschule für Bildende Künste (HFBK) und an der Iowa State University.

## Leben

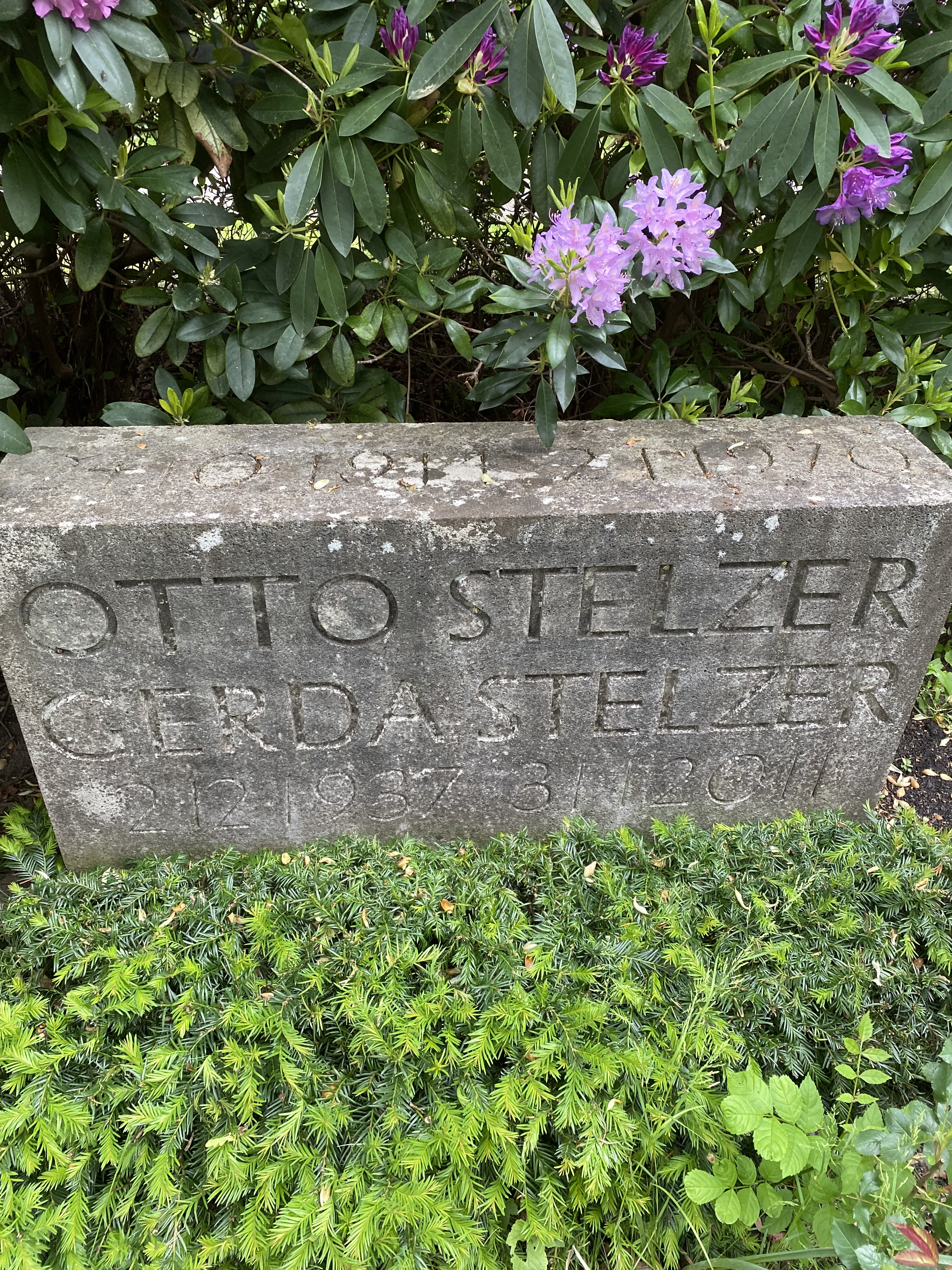
Grabstätte auf dem Friedhof Ohlsdorf im Planquadrat J 13

Otto Stelzer studierte Kunstgeschichte, Archäologie, Germanistik und Philosophie in Marburg, München, Oslo und Berlin. 1939 promovierte er bei Wilhelm Pinder an der Friedrich-Wilhelms-Universität zu Berlin mit dem Thema „Wesen und Wandlung tektonischer Gliederung von Fläche(wand) und raum“. Er war Soldat im Zweiten Weltkrieg und Kriegsgefangener der Alliierten. 1941 heiratete er in Berlin die Archäologin Gudrun Seefeldt (1916–ca. 1999), mit welcher er drei Kinder bekam. Nach 1946 machte er als Kulturreferent Karriere im Kunst- und Kulturwesen Niedersachsens, u. a. in Braunschweig, wo er von 1946 bis 1954 Geschäftsführer des Kunstvereins Braunschweig war. Dort leben auch zwei Töchter aus der Ehe mit Gudrun Seefeldt. 1946 erhielt er die Berufung an die HFBK in Hamburg.
Als junger Mann lebte Otto Stelzer längere Zeit in Norwegen, bereiste die norwegischen Küsten nördlich von Tromsø und hatte dort auch Kontakte zu Künstlern und trug den Kunstnamen Per. „Per“ initiierte zweimal die Nordnorwegen-Malreisen für seinen Schwager, den Maler Amud Uwe Millies. Otto Stelzer lehrte von 1955 bis 1967 als ordentlicher Professor an der HFBK in Hamburg Kunstgeschichte. Er verließ 1967 die HFBK, wegen einer Gastprofessur an der Kunstfakultät der Universität des US-Staates Iowa, wo er Geschichte der modernen und abstrakten Kunst lehrte. Mit ihm ging seine Studentin Gerda Millies (1937–2011) in die USA, zusammen mit ihrer Kollektion von Kunstwerken. Er konnte dort für Millies Einzelausstellungen in Los Angeles, Chicago und Iowa organisieren. 1968 heiratete Otto Stelzer Gerda Millies. 1970 verstarb er nur 55-jährig in Hamburg und wurde auf dem dortigen Friedhof Ohlsdorf beigesetzt. Die Grabstätte liegt nordöstlich von Kapelle 4.

## Wirken
Durch seine Lehrbücher war Stelzer stil- und meinungsbildend für Generationen von Kunstlehrern. Er hatte mit seinen Thesen und Analysen zur zeitgenössischen  Kunst und zur Werkerziehung an Schulen aller Art, eine dominierende Stellung hinsichtlich Geschmacksbildung, Akzeptanz und Bewertung der Moderne.
Als Prüfer für Kunsterzieher und Werkerzieher an Schulen und an Kunsthochschulen hatte Stelzer mit seinen Maßstäben Einfluss auf die Berufungskriterien von Hochschullehrern. Die Berufung von Walter Arno Beckmann, Emil Schumacher, Tadeusz Kantor an die HFBK Hamburg wäre ohne Stelzers Befürwortung nicht möglich gewesen.

## Werke (Auswahl)
- László Moholy-Nagy. Malerei Fotografie Film (Neue Bauhausbücher). Mit einer Anmerkung des Herausgebers und einem Nachwort von Otto Stelzer. 3. Auflage. Gebr. Mann, Berlin 2000, ISBN 978-3-7861-1465-9.
- Kunst und Photographie. Kontakte, Einflüsse, Wirkungen, Piper Verlag, München/Zürich 1978  (Herausgeberschaft mit Jörg Howe) ISBN 3492023525.
- Braunschweig (Deutsche Lande - Deutsche Kunst), Deutscher Kunstverlag, Muenchen 1965.
- Aus der Vogelschau, Kunst und Fotografie, München 1966, .
- Helmstedt und das Land um den Elm, Deutscher Kunstverlag, Muenchen 1954.
- Goethe und die bildende Kunst, Vieweg-Verlag, Braunschweig 1949.
- Die Vorgeschichte der abstrakten Kunst, R.Piper, Muenchen 1964.
- Paula Modersohn-Becker, Rembrandt, 1958